# Reven
Reven (en francès Revens) és un municipi francès situat al departament del Gard i a la regió d'Occitània.